# Bernardino de Avellaneda
Bernardino González de Avellaneda y Delgadillo foi Conde del Castillo e Vice-rei de Navarra. Exerceu o vice-reinado de Navarra entre 1623 e 1629. Antes dele o cargo foi exercido por Juan de Mendoza e Velasco. Seguiu-se-lhe Fernando Girón.